# Elizabeth Andrew Warren
Elizabeth Andrew Warren (1786-1864) fue una botánica, y algóloga marina córnica; quién se ocupó durante su carrera en recolectar a lo largo de la costa del sur de Cornualles. Su objetivo era crear un herbario de plantas indígenas de Cornualles, y con ese fin organizó una red de recolectores de flora para la Sociedad Hortícola Real de Cornualles y proveyó muchos especímenes proporcionados a William Hooker en los Reales Jardines de Kew, para sus estudios de flora británica.

## Biografía
Warren nació el 28 de abril de 1786 en Truro. Vivió la mayoría de su vida, en el pueblo de Flushing, cerca del puerto de Falmouth.
Fue una mujer botánica aficionada, en un momento en que las mujeres británicas no tenían acceso a la educación superior, Warren pasó su tiempo recolectando y preparando especímenes de plantas, guardando correspondencia con otros botánicos, y trabajando con varias sociedades científicas. Centró sus esfuerzos a lo largo de las orillas del sur de Cornualles, principalmente alrededor de la cuenca del río Fal, con particular énfasis en algas marinas y en criptógamas.
Fue miembro fundante del Real Cornwall Polytechnic Society (RCPS), y trabajó estrechamente con la Sociedad Hortícola Real de Cornualles (RCHS). En 1833, el RCHS inauguró competiciones anuales para mejores especímenes botánicos; y, más raros, y Warren dominó esas competiciones desde el principio. Fue rápidamente encargada de organizar los esfuerzos locales para recolectar y preparar especímenes para un hortus siccus patrocinado por RCHS de plantas de Cornualles indígenas, y ella misma fue responsable de la mayor proporción de contribuciones -el 73% de unos 470 especímenes. En 1937, el RCHS le otorgó una medalla de plata por sus servicios a la sociedad y por sus esfuerzos en promover una "botánica indígena," y en 1844 fue hecha miembro honoraria de la sociedad.
Entre las especies nuevas para la ciencia que descubrió en Cornualles, estuvo Kallymenia dubyi, la cual no era entonces conocida en Gran Bretaña. En el RCPS Informe Anual para 1842,  publicó sus descubrimientos de plantas córnicas criptogámicas, y en 1849,  publicó sus descubrimientos de algas marinas a lo largo de la orilla cercana Falmouth.
En 1834, le escribió a William Hooker, inaugurando una correspondencia que duró 25 años. Se refirió a sí misma una vez como su "alumna, desgraciadamente colocada", lo que sugiere que le hubiera gustado la oportunidad de estudiar con él más de cerca. A lo largo de los años, ella le proporcionó especímenes recolectados en Cornualles, así como los del extranjero que entró en Gran Bretaña a través de Falmouth. Se le atribuye (como "Miss Warren") ser una de los 19 recolectores de especímenes botánicos a los que Hooker estuvo particularmente agradecido en el prefacio a su Manual de las Algas británicas de 1841. En su historia de algas británicas, Phycologia Britannica, Hooker lista unas algas que Elizabeth había nombrado antes del botánico Robert Caspary, Schizosiphon Warreniae (ahora Rivularia biasolettiana).
En 1843, Elizabeth publicó un gran gráfico botánico, para uso en escuelas de educación de niños sobre botánica. Lo tituló Un Gráfico Botánico para el Uso de Escuelas, y lo dedicó a Hooker. A pesar de su buena revisión, no fue particularmente exitoso ni ampliamente utilizado.
También mantuvo correspondencia con otros botánicos como John Ralfs, con quien compartía interés en criptógamas. Su trabajo está citado por Frederick Hamilton Davey en su 1909 Flora of Cornwalll, referencia estándar en el tema.
Warren continuó sus expediciones de recolecciones botánicas a sus sesenta y tantos. Falleció en la casa de su hermana en Kea el 5 de mayo de 1864. Sus memoriales a ella se publicaron en el RCPS informe anual para 1864 (escrito por su colega botánica Isabella Gifford) y en 1865 en la Royal Institution of Cornwall (escrito por la ilustradora botánica Emily Stackhouse).
Sus colecciones se resguardan en la Institución Real de Cornualles.